# Юрґен Бертов
Юрґен Бертов (нім. Jürgen Bertow, 21 квітня 1950) — німецький академічний веслувальник.
Бронзовий призер Олімпійських Ігор 1976 року в складі парної двійки.
Чемпіон світу 1974 року в складі парної четвірки, срібний призер 1975 року в складі парної двійки.